# Abborrtjärnsberg
Abborrtjärnsberg är en finngård och ett naturreservat i Torsby kommun i Värmlands län.
Området är naturskyddat sedan 1996 och är 15 hektar stort. Reservatet omfattar odlingsmark för finngården Norra Abborrtjärnsberg belägen på nordvästra sluttningen av Abborrtjärnsberget.